# Picea obovata
Picea obovata, la pícea siberiana, es una especie arbórea perteneciente a la familia de las Pináceas. Se trata de una pícea originaria de Siberia, desde los montes Urales hacia el este hasta llegar al óblast de Magadan, y desde la línea de árboles ártica hacia el sur hasta los montes Altái en el noroeste de Mongolia.

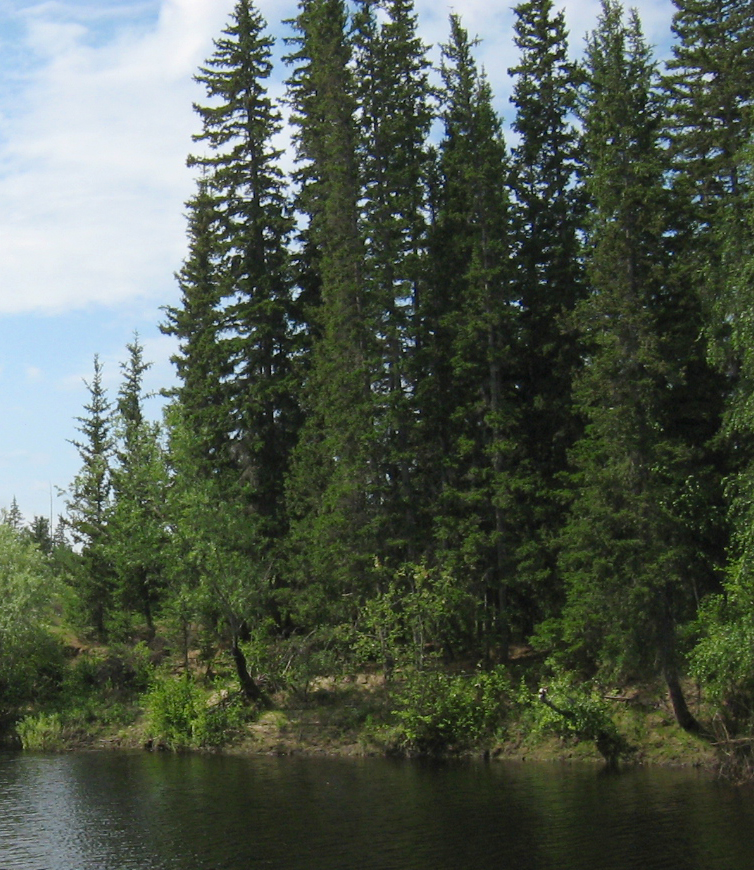
Vista de la planta

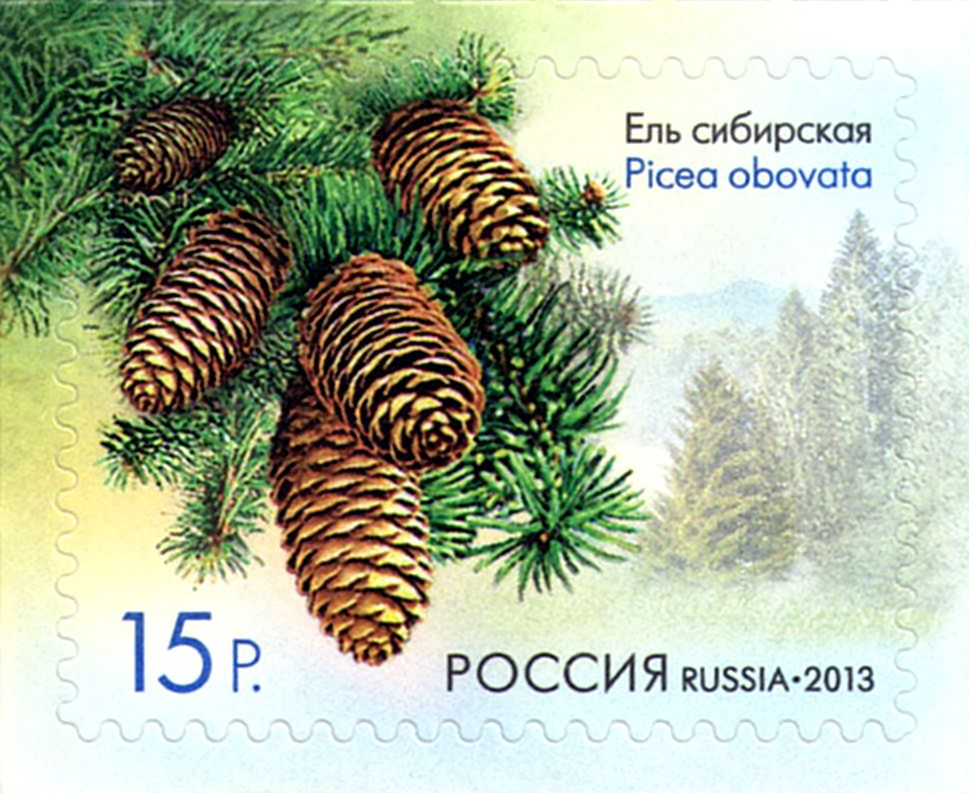
Sello postal de Rusia

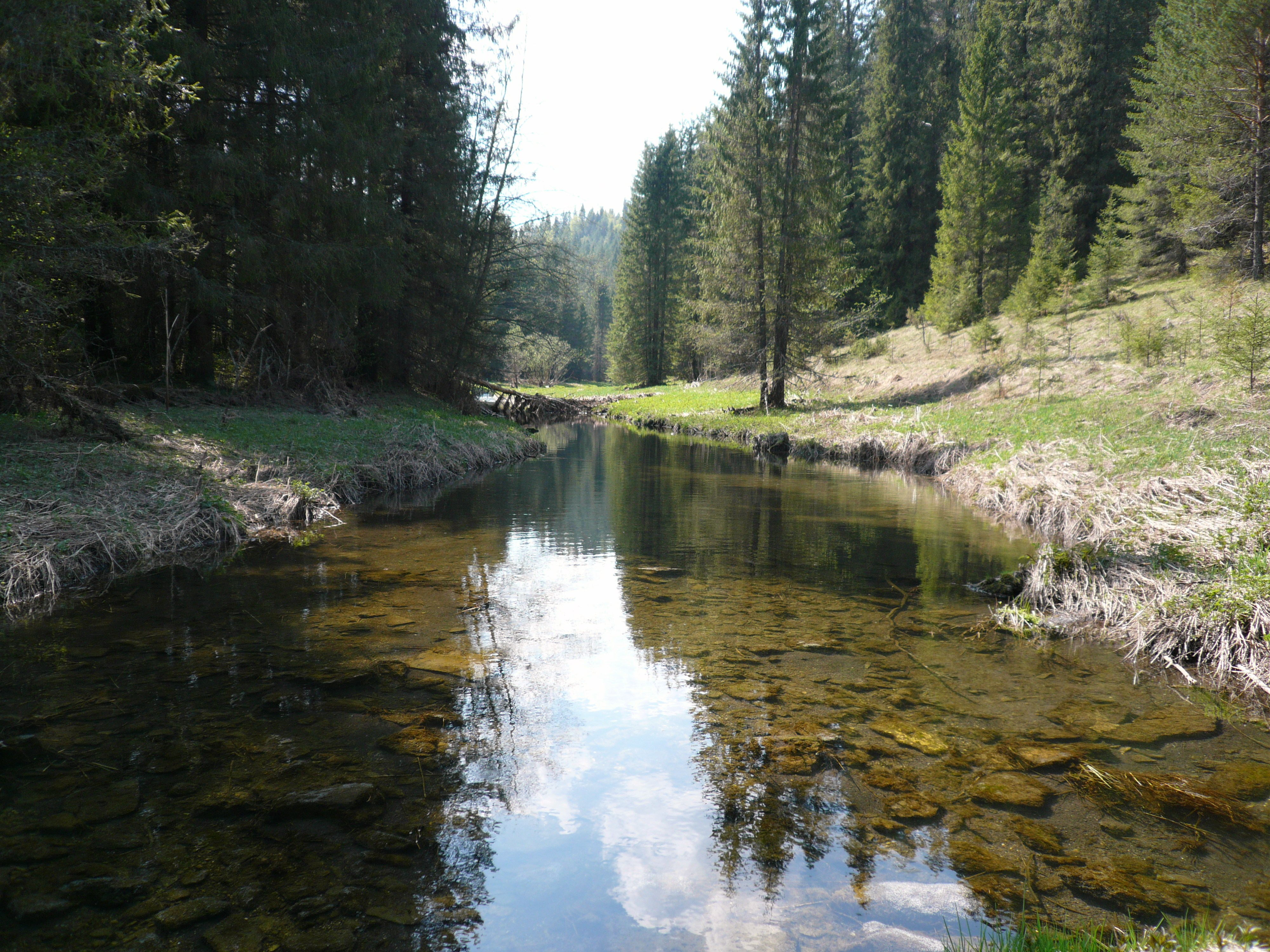
En su hábitat

## Descripción y usos
Es un árbol siempreverde de tamaño mediano que crece hasta 15-35 m de alto, y con un diámetro de tronco de hasta 1,5 m, y una corona cónica con ramillas colgantes. Los brotes son de color pardo anaranjado, con una pubescencia densa variablemente dispersa. Las hojas son aciculares, de 1-2 cm de largo, con corte romboideo en la sección, verde brillante a verde grisáceo con líneas estomatales no conspicuas; las hojas que tienen una yema están cuelgan distintivamente a un ángulo mayor que el resto de las hojas (un carácter compartido por solo dos o tres otras píceas). Los conos son cilindro-cónicos, de 5-10 cm de largo y 1,5-2 cm de ancho, verdes o púrpuras, madurando marrón lustroso 4–6 meses después de la polinización, y tienen escamas suavemente redondeadas y rígidas.
Es un importante árbol maderero en Rusia, se usa la madera para la construcción general y manufactura de papel. Las hojas se usan para hacer cerveza de pícea.
Las escamas de los conos de las píceas siberianas se usan como comida por las larvas de la polilla tortrícida Cydia illutana.

## Taxonomía y sistemática
La pícea siberiana y la pícea común (Picea abies) han resultado ser extremadamente similares genéticamente y pueden considerarse dos subespecies estrechamente relacionadas de P. abies.
La pícea siberiana hibrida ampliamente con la pícea común donde las dos especie (o subespecies) se encuentran en el nordeste de Europa; los árboles de una amplia zona desde el extremo nordeste de Noruega y el norte de Finlandia hacia el este hasta los montes Urales son clasificados como el híbrido Picea × fennica (Regel) Komarov (o P. abies subsp. ×fennica, si los dos taxones son consideradas subespecies); difieren de la típica P. obovata desde el este de los Urales al tener conos con escamas menos suavemente redondeadas, a menudo puntas triangulares.

## Taxonomía
Picea obovata fue descrita por  Carl Friedrich von Ledebour y publicado en Flora Altaica 4: 201. 1833.
Etimología
Picea; nombre genérico que es tomado directamente del Latín pix = "brea", nombre clásico dado a un pino que producía esta sustancia
obovata: epíteto latino que significa "con forma de huevo".
Sinonimia
- Abies alpestris Stein
- Abies excelsa var. altaica (Tepl.) Willk.
- Abies excelsa var. obovata (Ledeb.) K.Koch
- Abies obovata (Ledeb.) Loudon
- Picea abies var. obovata (Ledeb.) Lindq.
- Picea abies subsp. obovata (Ledeb.) Hultén
- Picea alpestris Bruegg.
- Picea excelsa var. obovata (Ledeb.) Blytt
- Picea petchorica Govor.
- Picea vulgaris var. altaica Tepl.
- Picea wolossowiczii Sukaczev
- Pinus abies var. obovata (Ledeb.) Andersson ex A.Murray bis
- Pinus abies f. obovata (Ledeb.) Voss
- Pinus obovata (Ledeb.) Turcz.
- Pinus obovata var. schrenkiana Parl.[6]